# Boeveriepoort

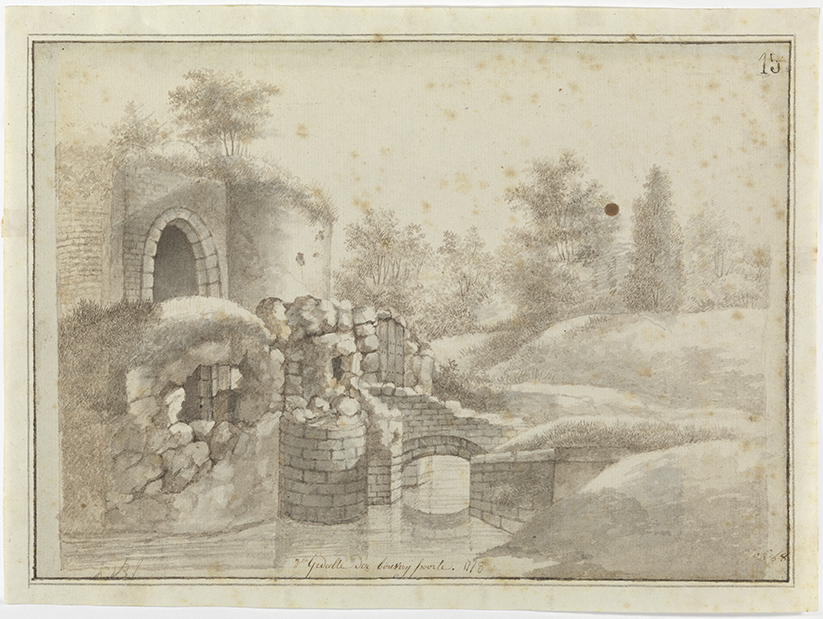
De puinen van de Boeveriepoort, tekening door Jean Charles Verbrugge, 1778 (Groeningemuseum).

De Boeveriepoort was een stadspoort in Brugge, gelegen tussen de Smedenpoort en de Poertoren. In de vroege middeleeuwen werd ze ook de Beuterbekepoort genoemd, naar de Boterbeek die door Brugge stroomde.
De eerste poort werd in 1312 in gebruik genomen en werd reeds in 1366-1367 door Jan Slabbaert herbouwd. Begin 17e eeuw was ze er erg vervallen en werd ze gedeeltelijk gesloopt, om dan in 1807 een laatste maal herbouwd te worden; een leven van korte duur want in 1863 werd ze definitief gesloopt. Behalve de naam, thans gebruikt voor de plaats waar de poort vroeger lag, resten ook nog de funderingen in de binnengracht.
De naam van de poort verwijst naar de Latijnse term voor velden.

## Tijdje gesloten
In 1438 werd ze op bevel van Filips de Goede, hertog van Bourgondië, gesloten. Er hadden in de omgeving namelijk incidenten plaatsgevonden die hem bijna het leven kostten. Na de sluiting werd de poort ingericht als herdenkingskapel voor de heer van L'Isle-Adam, die in een schermutseling met de Brugse opstandelingen gesneuveld was. Dit heeft uiteindelijk maar geduurd tot 1452.